# Emberiza godlewskii
Escrevedeira-de-godlewski ou cia-oriental (Emberiza godlewskii) é uma espécie de ave da família Emberizidae.
Pode ser encontrada na China, Índia, Cazaquistão, Mongólia, Myanmar e na parte oriental da Rússia.
Os seus habitats naturais são: matagal de clima temperado.